# 中国—毛里求斯关系
中国—毛里求斯关系，简称中毛关系，是指岛国毛里求斯共和国与中华人民共和国之间的双边关系。两国于1972年4月15日建交。

## 历史
中国和毛里求斯两国拥有相近的历史、文化和经济纽带。毛里求斯有着非洲最古老的唐人街并有非洲最高的华裔人口比例（3%）。毛里求斯华裔多数是在17-19世纪之间来到毛里求斯的。两国的正式外交关系建立于1972年4月15日，自该日起，两国的关系便一直有力、稳固地发展。中华人民共和国主席胡锦涛于2009年2月16日访问了毛里求斯。
在国际法院于2019年2月25日就查戈斯群岛（英国设为印度洋领地）问题发表的咨询意见支持了联合国非殖民化进程之后，中国政府对该意见对毛里求斯的正当合理诉求的支持表示欢迎。中国也积极参与了本案有关程序，在向法院提交的书面意见中表达了对联合国非殖民化进程的坚定支持。并在联合国大会同大多数成员国一样投票支持毛里求斯的主权主张。

## 经贸关系
中毛两国政府签有税收协定及其议定书、经济技术合作协定等，并于1985年成立经济、技术和贸易合作联合委员会。2016年9月，中国银行在毛设立子行。2019年10月17日，中国与毛里求斯签署《中华人民共和国政府和毛里求斯共和国政府自由贸易协定》，并于2021年1月1日正式生效实施。2022年12月，中国银行毛里求斯子行人民币清算行启动。
2022年，中毛贸易总额为10.06亿美元，同比增长10.8%，其中中国出口额为9.74亿美元，同比增长11.7%，进口额为0.32亿美元，同比下降11.5%。
媒体报道，2000-2012年间，约有47项中国官方开发融资项目参与进毛里求斯。这些项目的范围从中国进出口银行提供2.6亿优惠贷款资助西沃萨古尔·拉姆古兰爵士国际机场候机厅，一直到为维修翻新玫瑰山的广场剧院（Plaza Theatre）提供无息贷款。

## 文化关系
中毛两国政府签有文化合作协定（1980年）。1988年，中国在毛里求斯建立了海外第一个中国文化中心。双方文化演出团组互访频繁。2003年，中国宣布毛里求斯为中国公民出境旅游目的地国。2016年12月，毛里求斯大学孔子学院正式揭牌。2022年5月，两国签署《中毛教育合作谅解备忘录》。
毛里求斯是唯一一个将春节定为法定假日的非洲国家。另外，毛里求斯也是唯二（另一个是塞舌尔）与中国互免签证的非洲国家。